# Aquarium (Drs. P)
Aquarium (Harmelen, uitgeverij Ars Scribendi, 1991) is een dichtbundel geschreven door de dichter en liedjesschrijver Drs. P, pseudoniem van H.H. Polzer.
In deze bundel wordt gebruikgemaakt van een nieuwe versvorm, genaamd aquarium; deze is gebaseerd op de versvorm genaamd  ollekebolleke, maar is eenvoudiger toe te passen. Van de oorspronkelijke achtregeligheid (in twee strofen van vier regels) is de versvorm Aquarium geëvolueerd naar vijf versregels, waarvan de vierde (in de oervorm: de zesde) uit één woord moet bestaan met een klemtoon op de tweede lettergreep.
Het metrum dat gehanteerd wordt in de oervorm is kort-lang-kort-kort (zoals in a-qua-ri-um), maar tendeert naar kort-lang-kort-lang, oftewel: jamben. De regels 4 en 8 rijmen in de oervorm, in de latere vorm de regels 2 en 5.
Oervorm:
1 Aquarium
2 Ziedaar de naam
3 De lengte:
4 Tweemaal vier
5 Slechts één woord (zeg
6 Praktijkgeval)
7 In regel 6
8 Rijm: hier
In de bundel Aquarium geëvolueerd tot:
1 We kunnen het ook anders doen —
2 Wat zwieriger, nietwaar?
3 Dit voorbeeld, zeer
4 Bevattelijk
5 Vereist geen commentaar
De bundel Aquarium is een afwisseling van een vervolgverhaal (tevens een lang gedicht) en aparte gedichten. Hierdoor wordt een sfeer gekweekt van onwennigheid en spanning. De lezer kan ervoor kiezen om alleen het vervolgverhaal te lezen, en vervolgens pas de losse gedichten.